# 穆奇级巡防舰
穆奇级巡防舰（Moudge or Mowj 波斯語：موج‎，意思是“波浪”)是伊朗海军的首款国产巡防舰。